# Jessica Sanchez
Jessica Sanchez (née le 4 août 1995) est une chanteuse américaine originaire de Chula Vista, Californie, qui est arrivée finaliste de la onzième saison d'American Idol en 2012.

## Jeunesse
Jessica Elizabeth Sanchez est née à Chula Vista en  Californie le 4 aout 1995  de sa mère Edita (née Bugay) et son père Gilbert Sanchez. 
Elle a été élevée à Eastlake en Californie avec 2 petits frères. Son père est mexicain-américain originaire du Texas, il est de la navy Américaine. Sa mère est philippine.
Elle était a l'école Eastlake Middle School à Chula Vista en Californie,,.
Jessica commence à chanter à l'âge de 2 ans. Eminem et Beyoncé sont son chanteur et sa chanteuses préférés. Jennifer Hudson est sa candidate d'American Idol préférée. Ses influences musicales sont, Mariah Carey, Whitney Houston, Celine Dion, Etta James, Christina Aguilera, et Michael Jackson.

## Carrière

### 2012: American Idol

#### Performances lors d'American Idol
| Épisode                 | Thème                                         | Chanson                                                                                      | Artiste                          | Ordre # | Résultat  |
| ----------------------- | --------------------------------------------- | -------------------------------------------------------------------------------------------- | -------------------------------- | ------- | --------- |
| Audition                | Choix du candidat                             | "(You Make Me Feel Like) A Natural Woman"                                                    | Aretha Franklin                  | N/A     | Retenue   |
| Hollywood Round, Part 1 | 1er solo                                      | "Get Me Bodied"                                                                              | Beyoncé                          | N/A     | Retenue   |
| Hollywood Round, Part 2 | Performance de groupe                         | N/A                                                                                          | N/A                              | N/A     | Retenue   |
| Hollywood Round, Part 3 | 2e solo                                       | N/A                                                                                          | N/A                              | N/A     | Retenue   |
| Las Vegas Round         | chanson des années 1950 Performance de Groupe | "It Doesn't Matter Anymore" with DeAndre Brackensick & Candice Glover                        | Buddy Holly                      | N/A     | Retenue   |
| jugement final          | Solo final                                    | "The Prayer"                                                                                 | Celine Dion & Andrea Bocelli     | N/A     | Retenue   |
| Top 25 (12 femmes)      | Choix personnel                               | "Love You I Do"                                                                              | Jennifer Hudson                  | 11      | retenue   |
| Top 13                  | Whitney Houston                               | "I Will Always Love You"                                                                     | Dolly Parton                     | 12      | Sauvée    |
| Top 11                  | Année dans laquelle ils sont nés              | "Turn the Beat Around"                                                                       | Vicki Sue Robinson               | 2       | Sauvée    |
| Top 10                  | Billy Joel                                    | "Everybody Has a Dream"                                                                      | Billy Joel                       | 9       | Sauvée    |
| Top 9                   | idole personnel                               | Solo "Sweet Dreams"                                                                          | Beyoncé                          | 7       | Sauvée    |
| Top 9                   | idole personnel                               | Trio "Like a Prayer" / "Borderline" / "Express Yourself" avec Hollie Cavanagh & Skylar Laine | Madonna                          | 11      | Sauvée    |
| Top 8                   | chanson de 1980                               | Solo "How Will I Know"                                                                       | Whitney Houston                  | 7       | Sauvée    |
| Top 8                   | chanson de 1980                               | Duo "I Knew You Were Waiting (For Me)" avec Joshua Ledet                                     | Aretha Franklin & George Michael | 10      | Sauvée    |
| Top 7                   | chanson de 2010                               | Solo "Love Me Back "                                                                         | Jazmine Sullivan                 | 3       | Sauvée    |
| Top 7                   | chanson de 2010                               | Trio "Stronger (What Doesn't Kill You)" avec Joshua Ledet & Hollie Cavanagh                  | Kelly Clarkson                   | 9       | Sauvée    |
| Top 7                   | chanson de maintenant et avant                | "Fallin'"                                                                                    | Alicia Keys                      | 5       | Sauvée    |
| Top 7                   | chanson de maintenant et avant                | "Try a Little Tenderness"                                                                    | Ray Noble Orchestra              | 12      | Sauvée    |
| Top 6                   | Queen                                         | "Bohemian Rhapsody"                                                                          | Queen                            | 1       | Sauvée    |
| Top 6                   | choix du candidat                             | "Dance with My Father"                                                                       | Luther Vandross                  | 7       | Sauvée    |
| Top 5                   | chanson des années 1960                       | Solo "Proud Mary"                                                                            | Creedence Clearwater Revival     | 5       | Sauvée    |
| Top 5                   | chanson des années 1960                       | Trio "(Your Love Keeps Lifting Me) Higher and Higher" avec Hollie Cavanagh & Skylar Laine    | Jackie Wilson                    | 9       | Sauvée    |
| Top 5                   | pop anglaise                                  | "You Are So Beautiful"                                                                       | Billy Preston                    | 11      | Sauvée    |
| Top 4                   | reve californien                              | Solo "Tell Mama"                                                                             | Jimmy Hughes                     | 4       | Sauvée    |
| Top 4                   | reve californien                              | Duo "Eternal Flame" avec Hollie Cavanagh                                                     | The Bangles                      | 6       | Sauvée    |
| Top 4                   | reve californien                              | Quatro "Waiting for a Girl Like You" avec Hollie Cavanagh, Joshua Ledet & Phillip Phillips   | Foreigner                        | 7       | Sauvée    |
| Top 4                   | chanson qu'ils auraient aimés écrire          | "And I Am Telling You I'm Not Going"                                                         | Jennifer Holliday                | 11      | Sauvée    |
| Top 3                   | Choix des juges                               | "My All"                                                                                     | Mariah Carey                     | 2       | Sauvée    |
| Top 3                   | choix du candidat                             | "I Don't Want to Miss a Thing"                                                               | Aerosmith                        | 5       | Sauvée    |
| Top 3                   | choix de Jimmy Iovine                         | "I'll Be There"                                                                              | The Jackson 5                    | 8       | Sauvée    |
| Finale                  | choix de Simon Fuller                         | "I Have Nothing"                                                                             | Whitney Houston                  | 1       | Runner-up |
| Finale                  | performance favorite                          | "The Prayer"                                                                                 | Celine Dion & Andrea Bocelli     | 3       | Runner-up |
| Finale                  | single du gagnant                             | "Change Nothing "                                                                            | Jessica Sanchez                  | 5       | Runner-up |
| 1. 2.                   |                                               |                                                                                              |                                  |         |           |

### 2014–présent
Le 20 mars 2014, Jessica Sanchez, Pia Toscano et Allison Iraheta chantent le nouveau single de Jennifer Lopez I Luh Ya Papi sur American idol. Jessica confirme qu'elle est en train d'écrire et d'enregistrer de nouvelles chansons dans l'optique d'un éventuel 2e album, qu'elle décrit comme plus authentique avec des chansons "plus soul et R&B". Une de ces chansons, "Star Splangled, est un titre d'electro-dance produit par Stargate et co-écrit par Sia Furler. Jessica écrit des chansons pour d'autres artistes et enregistre une chanson avec apl.de.ap.
Jessica Sanchez poste plus de vidéo sur youtube en 2014, des reprises de d'autres artistes. L'une de ces reprises est un mashup des chansons de Beyonce, Drunk in Love et Flawless. La vidéo de Jessica a engendré plus de 5 millions de vus et le mashup est élu "Meilleur reprise de Drunk in Love" par Zimbio,. Elle a repris aussi les chansons Tattooed Heart et Problem par Ariana Grande avec 950,000 et 3 millions de vus respectivement,.
Le 15 novembre 2014, sanchez sort les single "This Love", sur Z100. Le 20 novembre, le single est sorti en digital sur iTunes. Le clip est sorti le 7 janvier 2015.

## Discographie

Jessica Sanchez chantant God Bless America en 2013.

### Albums

#### Album Studio
| Titre                 | Album details                                                                         | Classement | Ventes       |
| Titre                 | Album details                                                                         | US         | Ventes       |
| --------------------- | ------------------------------------------------------------------------------------- | ---------- | ------------ |
| Me, You and the Music | - Released: April 30, 2013 - Label: Interscope/19 - Formats: CD, LP, digital download | 26         | - US: 17,000 |

#### Compilation
| Titre                                  | Details                                                      | Classement | Classement | Ventes       |
| Titre                                  | Details                                                      | US         | US Heat    | Ventes       |
| -------------------------------------- | ------------------------------------------------------------ | ---------- | ---------- | ------------ |
| Jessica Sanchez: Journey to the Finale | - Sortie: 24 mai, 2012 - Label: 19 - Formats: téléchargement | 126        | 1          | - US: 25,000 |

#### Extended plays
| Titre                              | Détails                                                              | Classement | Ventes       |
| Titre                              | Détails                                                              | US         | Ventes       |
| ---------------------------------- | -------------------------------------------------------------------- | ---------- | ------------ |
| American Idol Season 11 Highlights | - Sortie: 3 juillet 2012 - Label: 19 - Formats: Walmart exclusive EP | 77         | - US: 40,000 |

### Singles
| Année | Titre                   | Album                 |
| ----- | ----------------------- | --------------------- |
| 2012  | "Change Nothing"        | single                |
| 2013  | "Tonight" (feat. Ne-Yo) | Me, You and the Music |
| 2014  | "This Love"             | n/a                   |

#### Singles promotionnels
| Année | Titre                     | Album                     |
| ----- | ------------------------- | ------------------------- |
| 2012  | "Jump In"(avec Apl.de.ap) | NC                        |
| 2013  | "Lead Me Home"            | Songs for the Philippines |

#### Participations

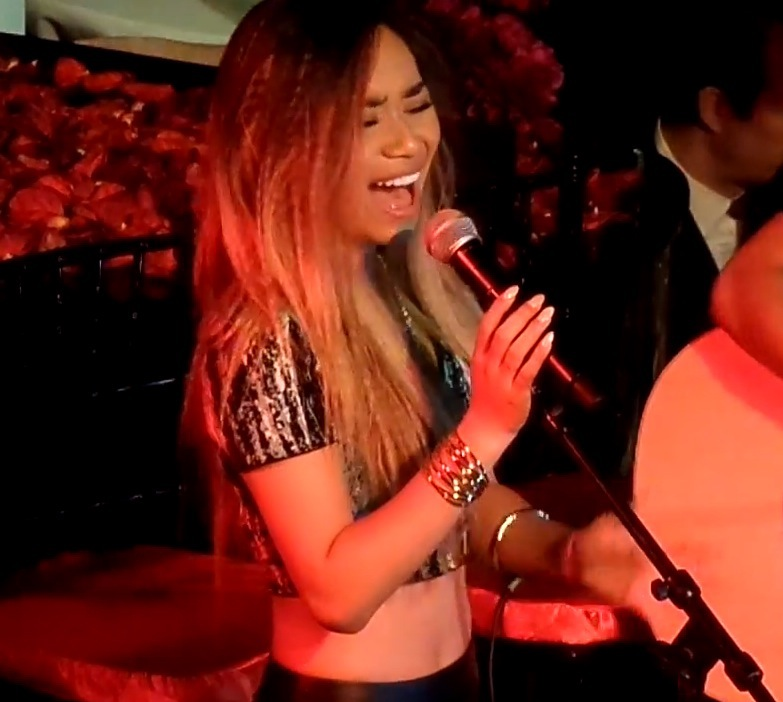
Jessica Sanchez en juin 2014.

| Année | Titre                                      | Album            |
| ----- | ------------------------------------------ | ---------------- |
| 2010  | "Just You and Me" (avec Brandon Kane)      | NC               |
| 2013  | "Clarity" (Glee featuring Jessica Sanchez) | "All or Nothing" |
| 2013  | "Wings" (Glee featuring Jessica Sanchez)   | "All or Nothing" |

## Filmographie

### Télévision
- 2013 : Glee : Frida Romero (2 épisodes)[20]

### Clips vidéos
| Année | Titre                      | Directeur           |
| ----- | -------------------------- | ------------------- |
| 2012  | "Jump In" (avec Apl.de.ap) | Marc Andre Debruyne |
| 2013  | Tonight(feat. Ne-Yo)       | Justin Francis      |
| 2015  | This Love                  |                     |

## Concert
- 2012: American Idols LIVE! Tour 2012 (with American Idol Season 11 finalists)
- 2013: Jessica Sanchez Live in Manila held in Smart Araneta Coliseum